# Nyein Chan
Nyein Chan (* 2. Juni 1994 in Wundwin) ist ein myanmarischer Fußballspieler.

## Karriere

### Verein
Seinen ersten Vertrag unterschrieb Nyein Chan 2015 beim Nay Pyi Taw FC. Der Verein aus Naypyidaw spielte in der höchsten Liga des Landes, der Myanmar National League. Nachdem der Club 2015 abgestiegen war, wechselte er 2016 zum Erstligisten Rakhine United nach Sittwe. Für Rakhine stand er bis 2019 auf dem Spielfeld. 2020 schloss er sich dem Ligakonkurrenten Shan United aus Taunggyi an und gewann dort zweimal die nationale Meisterschaft. Im Juli 2022 zog es ihn nach Thailand. Hier unterschrieb er einen Vertrag beim Zweitligisten Ranong United FC. Als Tabellenvorletzter musste er mit dem Verein aus Ranong am Ende der Saison 2022/23 in die dritte Liga absteigen. Anschließend kehrte Chan in seine Heimat zurück und schloss sich dem Dagon Star United FC an und von dort kehrte er im April 2025 zu Rakhine United zurück.

### Nationalmannschaft
Seit 2019 absolvierte Nyein Chan vierzehn Länderspiele für die myanmarische A-Nationalmannschaft.

## Erfolge
- Myanmarischer Meister: 2020, 2022